# Civrieux
Civrieux település Franciaországban, Ain megyében. Lakosainak száma 1986 fő (2022. január 1.). Civrieux Massieux, Mionnay, Monthieux, Parcieux, Reyrieux, Saint-André-de-Corcy, Saint-Jean-de-Thurigneux, Genay és Montanay községekkel határos.

## Népesség
A település népességének változása:
| Lakosok száma | 492  | 763  | 954  | 1340 | 1441 | 1546 | 1680 | 1829 | 1867 | 1986 |
|               | 1968 | 1982 | 1990 | 2006 | 2013 | 2015 | 2017 | 2019 | 2020 | 2022 |